# Österreichische Raumordnungskonferenz
Die Österreichische Raumordnungskonferenz (ÖROK) ist eine von Bund, Ländern und Gemeinden getragene Einrichtung zur Koordination von Fragen der Raumordnung und Regionalentwicklung auf gesamtstaatlicher Ebene.

## Organisation der ÖROK

### Die politische Konferenz der ÖROK
Die Österreichische Raumordnungskonferenz ist das Organ der ÖROK-Mitglieder auf politischer Ebene. Sie fußt auf der freiwilligen und informellen Zusammenarbeit der Mitglieder.
Den ständigen Vorsitz in der Raumordnungskonferenz (politische Konferenz) führt der bzw. die Bundeskanzler bzw. Bundeskanzlerin bzw. aktuell der vom Bundeskanzler mit seiner ständigen Vertretung betraute Bundesminister für Land- und Forstwirtschaft, Regionen und Wasserwirtschaft. Erster Stellvertretender Vorsitzender ist der jeweilige Vorsitzende der Landeshauptleutekonferenz; die den Zweiten Stellvertretenden Vorsitzenden stellen von Sitzung zu Sitzung abwechselnd der Österreichische Gemeindebund und der Österreichische Städtebund.
Dieses politische Beschlussorgan der ÖROK umfasst alle Bundesminister und Landeshauptleute, die Präsidenten des Österreichischen Städtebundes und des Österreichischen Gemeindebundes sowie mit beratender Stimme auch jene der Wirtschafts- und Sozialpartner. Beschlüsse der Raumordnungskonferenz sind einstimmig zu fassen.
Zur Erfüllung ihrer Aufgaben bedient sich die ÖROK auf Verwaltungsebene verschiedener Arbeitsformate, die sich in der Regel aus Vertreterinnen und Vertreter aller ÖROK-Mitglieder (Gebietskörperschaften, Wirtschafts- und Sozialpartner) zusammensetzen. Deren Zusammenarbeit auf Verwaltungs- bzw. Fachebene ist seit 1. Jänner 2024 als gemeinnütziger Verein (Verein ÖROK) organisiert und in Vereinsstatuten geregelt.

### Die Generalversammlung
Für die operative Arbeit ist die ÖROK auf Verwaltungsebene als Verein organisiert.
Die Generalversammlung (bis 31. Dezember 2023: Stellvertreterkommission) dient auch als vorbereitendes Organ der politischen Konferenz und tritt in der Regel einmal jährlich zusammen. Ihre Mitglieder unterliegen dem Weisungsrecht der sie entsendenden Stellen.

### Die Ausschüsse
Zur Beratung von speziellen Sachfragen werden von der Generalversammlung Ausschüsse eingesetzt. Aktuell bestehen drei permanente Ausschüsse:
Ausschuss Raumentwicklung
Zu seinen Aufgaben zählt unter anderem die Erarbeitung und Konkretisierung des Österreichischen Raumentwicklungskonzeptes (ÖREK), die Herausgabe des Raumordnungsberichts sowie des ÖROK-Atlas.
Ausschuss Regionalwirtschaft
Seit dem EU-Beitritt Österreichs im Jahr 1995 fungiert er als Koordinationsgremium zu Fragen der EU-Regionalpolitik sowie deren Umsetzung in Österreich.
Ausschuss EU-Kooperationen
Dieser Ausschuss bildet die zentrale Austauschplattform für die innerstaatliche Koordination bei der Umsetzung der transnationalen und interregionalen Zusammenarbeit im Rahmen der Strategien und Programme europäischer Raum- und Stadtentwicklung.
Weiters ist ein „Ausschuss EFRE-Programm“ als temporärer Ausschuss für Fragen des gesamtösterreichischen EFRE-Programms etabliert.

### ÖROK-Geschäftsstelle
Für die operative Unterstützung der politischen Konferenz sowie des Vereins ÖROK ist eine Geschäftsstelle eingerichtet. Sie hat ihren Sitz – bei Wahrung ihrer organisatorischen Selbstständigkeit – bei dem für die Koordination von Raumordnung und Regionalpolitik zuständigen Bundesministerium, aktuell dem Bundesministerium für Land- und Forstwirtschaft, Regionen und Wasserwirtschaft. Die Geschäftsstelle hat eine Reihe von operativen Aufgaben, wie z. B. die organisatorische Unterstützung der ÖROK-Gremien, die Publikationstätigkeit und Informationsarbeit, die Funktion der Verwaltungsbehörde für das Österreich-weite EFRE-Regionalprogramm oder jene als National Contact Point für die transnationalen und Netzwerkprogramme der EU sowie die Europäische Städteinitiative.

## Publikationen
Alle Informationen zu laufenden und abgeschlossenen Arbeiten der ÖROK werden auf deren Internetseite veröffentlicht. Diese Seite umfasst auch ein zentrales Portal für alle ESI-Fonds in Österreich sowie ein umfangreiches Informationsangebot für die Bereiche transnationaler Zusammenarbeit und europäischer Städtepolitik.
Wesentliche Arbeitsergebnisse werden regelmäßig in der ÖROK-Schriftenreihe publiziert, die auf den Internetseiten der ÖROK bestellbar oder online (als PDF-Datei in deutscher oder englischer Sprache) abrufbar sind.
Im Rahmen einer regelmäßigen Raumbeobachtung stellen der Raumordnungsbericht (3-jährig) sowie der Atlas zur räumlichen Entwicklung Österreichs (ÖROK-Atlas) die zentralen Elemente dar. Seit 2007 ist dieses Produkt als ÖROK-Atlas Online auch in einer Online-Version verfügbar.